# Эна (Месопотамия)
Эна (Ена; евр. «низменность») — город в Месопотамии, на пути от Ниневии к Пальмире, на Евфрате. Был завоеван ассирийцами, царь которых Салманасар переселил отсюда колонистов в Самарию (4 Цар. 18:24, 34, 19:13). Предположительно, библейская Эна отождествляется с современным городом Ана на Евфрате, но это отождествление ненадежно.